# José Arbío
José Gabriel Arbio Rabelo (ur. 21 stycznia 2003 w San Antonio) – urugwajski piłkarz występujący na pozycji bramkarza, od 2025 roku zawodnik Central Español.